# Kerndämmung
Als Kerndämmung wird die volle Dämmung zwischen zwei Mauerwerkswänden bei zweischaligem Außenmauerwerk (Vor- und Hintermauerschale), Konstruktionen mit vorgehängten Betonplatten, Haustrennwänden oder zwischen Sparren (Zwischensparrendämmung) im Dachbereich – ohne den ansonsten notwendigen Luftspalt von mindestens 10-80 mm, welcher der Lüftung/Trocknung dient und ohne Lüftungsöffnungen oben und unten – bezeichnet. Hier entfällt auch der sogenannte „Fingerspalt“ (ca. 1 cm).
Etwa 30 % der Wohnungen und Häuser im Altbau mit Schwerpunkt Norddeutschland haben Hohlräume in den Außenwänden. Davon sind nur wenige % in Deutschland mit Kerndämmung für erheblich geringeren Energieverbrauch saniert.

## Dämmstoffe
Zur Dämmung im Neubau können feste Materialien wie Polyurethan-Hartschaumstoff (PUR/PIR), Stein- oder Mineralwolle, Extrudierter Polystyrol-Hartschaum (XPS), Expandierter Polystyrol-Hartschaum (EPS) oder Schüttgut verwendet werden. Für eine nachträgliche Kerndämmung bieten sich Acrylcopolymerflakes (Insute 25-pro), Polyurethan-Ortschaum, Stein- oder Glaswolle, Expandierter Polystyrolgranulat (EPS), Silicatleichtschaumgranulat (SLS20), Blähperlite und Aerogel an. Die Dämmstoffe müssen dauerhaft wasserabweisend (hydrophob) sein und der genormten Anwendung der DIN 4108-10 (WZ=Dämmung von zweischaligen Wänden, Kerndämmung) entsprechen. Normativ ist der Schalenabstand auf 150 mm begrenzt. Größere Schalenabstände (derzeit bis 200 mm geregelt) erfordern Luftschichtanker mit bauaufsichtlicher Zulassung.
Die Referenzwerte der Energieeinsparverordnung (EnEV 2009) von U ≤ 0,28 W/(m²·K) lassen sich bereits mit 10 cm Kerndämmung der Wärmeleitfähigkeit 0,035 W/(m·K) erfüllen. Zur Erfüllung des Passivhaus-Kriteriums von U ≤ 0,15 W/(m²·K) sind deutlich bessere Wärmedämmstoffe ggf. in Kombination mit erhöhten Schalenabständen erforderlich, z. B. 20 cm Kerndämmung der Wärmeleitfähigkeit 0,032 W/(m·K).
Bei einer Kerndämmung sind nach DIN 1053 Entwässerungsöffnungen im Fußpunktbereich der Außenschale (5000 mm² je 20 m² Wandfläche) anzuordnen. Bei ordnungsgemäß ausgeführtem Verblendmauerwerk sind in der Praxis keine Laufspuren (also kein Wasseraustritt) aus den Entwässerungsöffnungen festzustellen. Bei verputzten Vormauerschalen sind die Entwässerungsöffnungen vor dem Verputzen zu verschließen, um ein Verstopfen dieser durch den Putz zu unterbinden.
Für die Kerndämmung beim Neubau können Plattendämmstoffe eingesetzt werden.

## Nachträgliche Kerndämmung
Die nachträgliche Kerndämmung im Bestand ist mit Einblasdämmstoffen oder Ortschaum möglich. Der Dämmstoff wird dabei durch in die Außenmauer gebohrte Löcher eingebracht. Zu unterscheiden sind dabei rieselfähige und faserige Produkte. Der Einbau rieselfähiger Produkte, z. B. Acrylcopolymerflakes, EPS-Granulat, Blähperlit, Silicatleichtschaumgranulat und Aerogel, erfordert wenige und kleine Einblaslöcher. Die Materialien verteilen sich sehr gut in den Hohlschichten. Prädestiniert sind diese Produkte für die Dämmung schmaler Hohlschichten (von 1 bis 5 cm), zur Optimierung hinterlüfteter Fassaden und Nachdämmung von vorgehängten Waschbetonfassaden mit hinterlüfteter Kerndämmung. Da es jedoch zu Durchrieselungen kommen kann, sollten undichte Stellen vor der Maßnahme mittels einer Nebelmaschine ausfindig gemacht und abgedichtet werden. Bei größeren Hohlschichten können faserige Produkte, z. B. Stein- und Glaswolle, verwendet werden. Diese sind kostengünstiger und verhaken sich untereinander und mit dem Mauerwerk. Durchrieselungen stellen von daher keine Gefahr dar. EPS-Dämmgranulat kann zudem, um ein Ausrieseln bei Mauerwerksdurchbrüchen zu verhindern, nachträglich mit heißem Wasserdampf verfestigt werden. Für das verfestigte Granulat gibt es jedoch keine bauaufsichtliche Zulassung.

### Vorteile
- preiswert gegenüber nachträglich außen aufgebrachter Dämmschicht (i. d. R. WDVS), d. h. kürzere Amortisationszeiten
- kurze Bauzeiten, oft 1-2 Tage bei einem 1-2 Familienhaus
- es geht weder Wohnraum verloren noch ändert sich die Optik des Hauses.
- die nachträgliche Kerndämmung zweischaliger Mauerwerke, Geschossdecken und von Zwischensparren erfüllt die Anforderungen der EnEV 2014, wenn Dämmstoffe der Wärmeleitfähigkeitsgruppe 0,40 oder besser verarbeitet werden
- Neu ist das Einbringen von gebundenem EPS-Granulat. Dieses zugelassene Verfahren sorgt für eine stabile Verbindung der Perlen in der Hohlschicht. Ein Herausrieseln des EPS-Dämmstoffes ist somit nicht mehr möglich. Fenster können anschließend getauscht oder Durchbrucharbeiten ausgeführt werden.

### Nachteile
- Die Dämmstoffdicke ist auf die Breite des vorhandenen Zwischenraums im zweischaligen Außenmauerwerk (nach DIN EN 1996 max. 15 cm) begrenzt. Größere Schalenabstände sind mit Ankern nach allgemeiner bauaufsichtlicher Zulassung möglich. Der Einsatz von Hochleistungsdämmstoffen wie Aerogel oder Polyurethan-Ortschaum ist eine weitere Möglichkeit zur Verringerung des U-Wertes der Wand.

- Sollte es zu einem Wassereintritt in die Dämmschicht kommen, z. B. durch Bruch eines in der Wand liegenden Rohres, wird sich die Trocknung schwierig gestalten – insbesondere bei Verwendung von Mineralwolle wegen der Kapillareffekte, hier bietet EPS Dämmgranulat entscheidende Vorteile.
- Bei späteren Wanddurchbrüchen oder Arbeiten am Mauerwerk wird frei fließende Einblasdämmung, wie EPS-Kügelchen, wenn diese nicht verfestigt wird, auslaufen, so dass die Einblasdämmung danach teilweise ersetzt werden muss.

- Die äußere massive Schicht der Wand wird im Sommer stark erwärmt und im Winter stark abgekühlt bis in den Frostbereich. Eingelagertes Wasser kann gefrieren und Frostschäden mit Rissen erzeugen. Das Mauerwerk außen ermüdet mit dem Putz schneller.

- Zweischaliges Mauerwerk weist Wärmebrücken wie Fensterlaibungen, Maueranker oder gemauerte Verbindungen auf, die mit Wärmedämmverbundsystemen minimiert werden.

Eine zusätzliche Außendämmung kann diese beiden letzten Nachteile stark mindern und das Erreichen von Passivhausstandard mit U-Wert <= 0,15 W/(m²·K) ist kombiniert mit erheblich weniger Gesamtwanddicke möglich. Die Außendämmung sollte dabei für einen Frostschutz der massiven bisherigen äußeren Wand ausreichend dimensioniert sein.